# 芬奇
芬奇（義大利語：Vinci，義大利語發音：[ˈvintʃi]）是意大利托斯卡纳大区佛羅倫斯省的一个市镇。

## 歷史
達文西於1452年4月15日出生於距離該鎮3（1.9英里）遠的農舍，他的全名“Leonardo di ser Piero da Vinci”的意思就是“芬奇的皮耶羅之子李奧納多”，每年有數十萬遊客前往該鎮參觀當地的達芬奇博物館。

## 友好城市
芬奇與以下城市是友好城市：
- 法國 昂布瓦斯
- 阿倫敦，美國